# Бонифаций VII
Бонифаций VII (лат. Bonifacius VII, умер 20 июля 985, Рим) — антипапа (июнь — август 974, апрель 984 — 20 июля 985), в миру Франко Ферруччи.

## Биография
В 973 году папой был избран Бенедикт VI, сторонник императора Оттона I. Однако партия противников императора в Риме не смирилась с этим. В июне 974 года в результате восстания под предводительством Кресцентия Старшего папа был свергнут. Через два месяца Бенедикта VI убили в тюрьме. На папский престол был посажен дьякон Франко Ферруччи, принявший имя Бонифация VII. Однако в августе 974 года Кресценция, Бонифация и их сторонников вынудил бежать из Рима императорский посланник Сикко. Они прихватили с собой папскую казну и нашли убежище в Константинополе.
7 декабря 983 года умер император Оттон II. Его сыну было всего три года. Мятежники воспользовались слабостью верховной власти и вернулись в Рим в апреле 984 года. Папа Иоанн XIV был свергнут и посажен в тюрьму. Через четыре месяца он умер от голода и пыток. Жестокое правление Бонифация VII сделало его крайне непопулярным в Риме. Бонифаций был убит при невыясненных обстоятельствах. Его изуродованный и  обнажённый труп нашли в центре города у подножия конной статуи императора Марка Аврелия.